# 花烟草
花烟草（学名：Nicotiana × sanderi）为茄科烟草属下的一个栽培杂交种，亲本为翼柄烟草和红花烟草。

## 扩展阅读
- 維基物種上的相關：花烟草